# Grego micênico
O micênico (português brasileiro) ou micénico (português europeu) é a forma mais antiga da língua grega, de cuja existência há comprovação. Era falado na Grécia Continental, bem como em Creta, durante o Período Micênico (ou "miceno") aproximadamente entre os séculos XXI e XII a.C., período que termina com a Invasão Dórica (aproximadamente 1098 a.C.).
O idioma foi preservado através de inscrições em Linear B, uma forma de escrita usada pela primeira vez na ilha de Creta, antes do século XIV a.C.. Diversas destas inscrições foram feitas em tabuletas de argila encontradas em Cnossos, na Creta central, e em Pilos, no sudoeste do Peloponeso. O idioma recebe o nome de Micenas, onde se encontrou um dos mais antigos palácios do período a serem escavados.
As tabuletas permaneceram por muito tempo sem serem decifradas, e sugeriu-se todo tipo de idioma como tendo sido usado em sua composição, até que Michael Ventris decifrou a escrita em 1952, e provou-a como uma forma primitiva de grego. Os textos destas tabuletas são, em sua maior parte, listas e inventários. Nenhuma narrativa em prosa sobreviveu no idioma, muito menos qualquer tipo de mito ou poesia. Ainda assim, muito pode ser descoberto através destes registros, sobre as pessoas que os produziram e sobre o período em que foram feitos, que antecedeu à chamada Idade das Trevas grega.

## Ortografia
O micênico foi preservado através da escrita Linear B, que consiste de cerca de 200 logogramas e sinais silábicos. Como o Linear B originou-se a partir do Linear A, a escrita usada por uma língua eteocretense (minoica) provavelmente sem qualquer relação com o grego, ela não reflete em sua totalidade a fonética do micênico. Essencialmente, um número muito limitado de sinais silábicos representam um número muito maior de sílabas produzidas, melhor representadas foneticamente pelas letras de um alfabeto. Simplificações ortográficas, portanto, tinham de ser feitas com frequência; as principais eram:
- Não existe desambiguação para as categorias fonológicas gregas de voz e aspiração, com a exceção das dentais d e t. E-ko pode significar tanto egō ("eu") quanto ekhō ("tenho").
- Qualquer m e n antes de uma consoante, e qualquer incidência de l, m, n, r, s ao final das sílabas são omitidos. Pa-ta é panta, e ka-ko é khalkos.
- Encontros consonantais devem ser "dissolvidos" ortograficamente, criando vogais aparentes: Po-to-li-ne é ptolin.
- R e l não são desambiguados; Pa-si-re-u é basileus.
- A aspiração inicial não é indicada; A-ni-ja é hāniai.
- A duração das vogais não é indicada.
- Z é usado para *dy, *y inicial, *ky, *gy.[5]
- q- é a labiovelar kw ou gw e, em alguns nomes, ghw.[5]Qo-u-ko-ro é gwoukoloi, boukoloi no grego clássico.
- s inicial antes de uma consoante não costuma ser escrito; ta-to-mo é stathmos.
- Consoantes duplas não são representadas; Ko-no-so é Knōsos, Cnossos no clássico.

Além destas regras ortográficas, os símbolos não são polifônicos (isto é, não possuem mais do que um som) porém são, por vezes, homofônicos (um som pode ser representado por mais de um símbolo) - ser ser, no entanto, homófonos verdadeiros, mas apenas "valores que se sobrepõem". Palavras longas podem perder algum símbolo em seu meio ou final.

## Fonologia
A escrita diferencia entre cinco vogais, a, e, i, o, u, as semivogais w e j (também transcrita como y), três sonoras, m, n, r (que funciona como l também), uma sibilante, s, e seis oclusivas, p, t, d, k, q (usada para a transcrição de todas as labiovelares) e z (que inclui os sons [kʲ], [gʲ] e [dʲ], que posteriormente se transformaram no ζ grego).
O micênico também conserva o /w/, que sobreviveu em alguns dialetos como o digama alfabético (ou F) até ter sido eliminado mais tarde, e o /h/ intervocálico.
A forma micênica do grego também conservou diversas características arcaicas de sua herança indo-europeia, tais como as labiovelares - que passaram por mudanças sonoras de acordo com o contexto na altura em que a escrita alfabética grega se iniciou, algumas centenas de anos mais tarde.

## Morfologia
Ao contrários das variedades posteriores do grego, o micênico provavelmente tinha sete casos gramaticais: o nominativo, o genitivo, o acusativo, o dativo, o instrumental, o locativo e o vocativo. O instrumental e o locativo já haviam deixado de ser usados pelo grego clássico e, no grego moderno, apenas o nominativo, o acusativo, o genitivo e o vocativo permanecem.

## Características
O micênico já havia passado pelas seguintes alterações sonoras, que marcam o início efetivo do grego como idioma histórico:

### Mudanças fonológicas
- *s inicial e intervocálico foram eliminados.
- *j inicial foi eliminado ou substituído por ζ (valor exato desconhecido, possivelmente [dz]).
- Aspiradas sonoras perderam a sua voz.
- *kj e *tj tornaram-se s antes de vogais.
- *gj e *dj tornaram-se ζ.
- Nasais e líquidas silábicas se transformaram em a ou o.

### Mudanças morfológicas
- Uso de -eus para produzir substantivos agentes.
- Terminação da terceira pessoa do singular -ei.
- Terminação do infinitivo -ein.

### Itens léxicos
- Palavras exclusivamente gregas; ex.: anax, basileus, elaion.
- Formas gregas de palavras conhecidas em outros idiomas; ex.:, theos, tripos, khalkos.

## Corpus
O corpus dos escritos gregos da era micênica consistem de 6 000 tabuletas e pedaços de cerâmica escritos em Linear B, do período chamado de LMII até LHIIIB. Nenhum monumento escrito em Linear B ou qualquer transliteração para outro sistema de escrita foi encontrada até agora.
Se for realmente genuíno, o seixo de Kafkania, datado do século XVII a.C., seria a mais antiga inscrição em micênico, e, por consequência, o testemunho mais antigo existente do idioma grego.